# Intervallo Rai
Nelle trasmissioni televisive della Rai, l'intervallo era un vuoto nel palinsesto, in passato riempito con musica e immagini. In seguito è stato sostituito da "programmi riempitivo", in genere costituiti dalla riproposizione di materiale d'archivio.

## Storia
In Italia la Rai, nei vuoti di programmazione causati da problemi tecnici nelle trasmissioni via satellite o di improvvise interruzioni dei programmi trasmessi in diretta, trasmetteva inizialmente una sequenza di immagini di un gregge di pecore con la parola Intervallo in sovrimpressione. Successivamente, la sequenza consisteva in una successione di immagini di scorci paesaggistici e di monumenti italiani – inizialmente in bianco e nero e poi, dagli anni settanta, a colori – corredate dal nome del luogo e del particolare visualizzato. Di tanto in tanto compariva anche la parola Intervallo a carattere maiuscolo sulle immagini. Le immagini erano accompagnate da una colonna sonora con vari brani di musica classica arrangiati per orchestra d'archi e arpa solista la cui esecuzione originale era della Orchestra della Radio Vaticana, diretta da Alberico Vitalini, con Anna Palomba Contadino all'arpa.
I brani erano:
1. Passacaglia in Sol minore dalla Suite per clavicembalo n.7 HWV 432 di Georg Friedrich Händel;
2. Sarabanda dal IV concerto dei Concerts royaux di François Couperin;
3. Toccata dalla Sonata n.6 in La maggiore de Le sonate di gravicembalo di Pietro Domenico Paradisi;
4. Largo dall'opera Serse (trascrizione per archi, cembalo e arpa) di Georg Friedrich Händel;
5. Traumerei (trascrizione per archi ed arpa) di Robert Schumann;
6. Momento musicale n.3 (trascrizione per archi) di Franz Schubert;
7. Bist du bei Mir (trascrizione per archi, arpa e organo) di Johann Sebastian Bach.

Nel 1989 su Rai 3 andarono in onda degli intervalli filmati realizzati da Alessandro Cocito e Luca Pastore intitolati Intervalli italiani - 10 film su città e luoghi italiani per il palinsesto di Raitre. Si trattava di dieci filmati da sei minuti ciascuno girati tra il 1989 e il 1992 nelle città di Torino, Genova, Venezia, Trieste, Rimini, Pozzuoli, Orgosolo, nell'hinterland di Milano, Palermo e nella valle del Belice nei quali gli scenari erano caratterizzati da riprese fisse in bianco e nero con la presenza di alcuni particolari colorati; le situazioni e i personaggi ritratti erano volti a mettere in risalto il degrado e lo squallore delle scene ritratte. Da fine marzo 2013 la Rai ripropone l'intervallo, stavolta adibito a spazio pubblicitario intitolato Intervallo 2.0 con lo stesso sottofondo musicale della versione precedente.
Nel 2022 la colonna musica originale dell'intervallo viene riutilizzata per l'anteprima del programma Viva Rai2, in attesa dell'inizio della diretta del programma.